# Hibridogénese
Hibridogénese é uma forma de partenogénese em que o processo reprodutivo não é completamente assexual, seguindo antes um padrão hemiclonal em que metade do genoma é passado intacto para a geração seguinte enquanto a outra metade é completamente eliminada. Este tipo de estratégia reprodutiva parece limitada a animais que já são híbridos entre espécies próximas e resulta na formação de entidades taxonómicas para-específicas em geral descritas como um clépton (klepton).

## Descrição
As fêmeas hibridogenéticas podem acasalar com machos da espécie dadora e ambos os progenitores contribuem para o material genético dos descendentes. Contudo, quando as fêmeas da geração descendente produzirem ovos, o novo material genético neles contido será apenas proveniente da linha maternal, sendo eliminada toda a contribuição paterna. Assim, só os cromossomas provenientes da linha maternal são transmitidos à geração seguinte, criando assim um hemiclone da linha materna.
Nas gerações seguintes o processo continua, de forma que cada geração é metade (ou hemi-) clonal no lado materno e inclui metade de novo material genético da linha paterna.
Esta forma de reprodução é conhecida entre as espécies vivíparas de peixes do género Poeciliopsis e em algumas espécies de rãs-verdes do complexo específico Pelophylax ssp.:
- P. kl. esculentus (rã-comestível): P. lessonae × P. ridibundus,[3][4]
- P. kl. grafi (rã-híbrido-de-graf): P. perezi × P. ridibundus
- P. kl. hispanicus (rã-verde-italiana): P. bergeri × P. ridibundus / P. kl. esculentus

e talvez em P. demarchii.